# Hermann Phleps
Hermann Ludwig Phleps (* 1. Juni 1877 in Biertan, Österreich-Ungarn; † 10. April 1964 in Marburg) war ein deutscher Architekt, Kunsthistoriker und Hochschullehrer.

## Leben
Er wuchs in Siebenbürgen als zweiter Sohn des Kreisarztes Gustav Phleps und dessen Frau Sofia auf. Der spätere SS-Obergruppenführer und General der Waffen-SS Artur Phleps war sein jüngerer Bruder. Nach Besuch der Oberrealschule in Hermannstadt studierte er Architektur an den Technischen Hochschulen in Wien (wo er seit 1896 der Wiener Burschenschaft Alemannia angehörte) und Karlsruhe, wo ihn Carl Schäfer und Friedrich Ratzel besonders beeinflussten. Danach lebte er zunächst in Berlin, später in Kassel. Dort schrieb er seine Dissertation über die Schlösser Wilhelmsthal und Wilhelmshöhe.
1907 wurde er Assistent an der Technischen Universität Danzig, bekam zunächst einen Lehrauftrag über Architektonische Formenlehre für Bauingenieure und wurde 1912 außerordentlicher Professor. In den 20er Jahren erforschte er unter anderem mit Unterstützung von Friedrich Teutsch Bauten des deutschen Ritterordens im Burzenland.
1936 wurde er schließlich Ordinarius in Danzig für das Fachgebiet „Architektur und Holzbaukunst“. Er arbeitete und publizierte mit Wilhelm Pinder und Heinrich Zillich zusammen. Nach den Besetzungen Rumäniens und Norwegens 1940 wurden seine Forschungsvorhaben und Reisen von Martin Rudolph, dem Leiter der „Abteilung für germanisches Bauwesen“ der „Forschungsgemeinschaft Deutsches Ahnenerbe“ unterstützt. Zahlreiche Vorträge und Publikationen über Themen der Architektur, des Bauhandwerks, der Denkmalpflege und der Stadtbaugeschichte, die er umfangreich mit eigenen Federskizzen illustrierte, machen ihn bekannt.
1945 verlor er bei der Evakuierung Danzigs seinen Lehrstuhl und auch seine persönlichen Unterlagen. Er zog zunächst nach Stoltenberg in Holstein und wohnte nach 1949 in Marburg. Dort setzte er seine publizistische Tätigkeit fort.

## Schriften
- Zwei Schöpfungen des Simon Louis du Ry aus den Schlössern Wilhelmstal und Wilhelmshöhe in Kassel, Ernst, Berlin 1908
- Raum und Form in der Architektur, O. Stilke Berlin ca. 1920
- Das ABC der Ornamentik, G. Stilke, Berlin 1923
- Das ABC der farbigen Außenarchitektur, G. Stilke, Berlin 1926
- Auf Spuren der ersten Bauten des deutschen Ritterordens im Burzenland in Siebenbürgen, Hackebeil, Berlin, 1927
- Das Deutsche Studentenhaus in Danzig, Deutsche Bauzeitung, Berlin 1928
- Die farbige Architektur bei den Römern und im Mittelalter, E. Wasmuth, Berlin 1930
- Die Wichtigkeit des Details in der Architektur, Vincentz, Hannover 1933
- Ost- und westgermanische Baukultur unter bes. Würdigung der ländlichen Baukunst Siebenbürgens, Verl. für Kunstwissenschaft, Berlin 1934
- Schmiedekunst, Verl. f. Kunstwissenschaft, Berlin 1936
- Die Bauart des Totenhauses eines gotischen Gaufürsten in Pilgramsdorf bei Neidenburg, Rabitzsch, Leipzig 1939
- Das ABC der Ornamentik, Danziger Verlagsges., Danzig 1940
- Die bäuerliche Wehrbaukunst der Siebenbürger Sachsen, in: Heinrich Zillich: Siebenbürgen und seine Wehrbauten, Langewiesche, Königstein 1941; ab 1957 unter dem Titel "Siebenbürgen. Ein abendländisches Schicksal", letzte Auflage 1982 (= Die Blauen Bücher)
- Holzbaukunst, der Blockbau, Bruder, Karlsruhe 1942
- Vom Wesen der Architektur, Bruder, Karlsruhe 1950
- Deutsche Fachwerkbauten, Langwiesche, Königstein im Taunus 1951, letzte Auflage 1962 (= Die Blauen Bücher)
- Die norwegischen Stabkirchen, Bruder Karlsruhe 1958
- Alemannische Holzbaukunst, F. Steiner, Wiesbaden 1967
- Die Hohen Tore in Siebenbürgen in: Ostdeutsche Wissenschaft Bd. 6, München 1959 S. 153–157